# Céline Dangotte
Celina Leopoldina (Céline) Dangotte (née à Gand le 30 mars 1883 et morte à Forest le 30 janvier 1975) est une féministe belge, figure clé du groupe féministe gantois De Flinken. Elle cofonde l'Union des femmes gantoises et la Fédération belge pour le droit de vote des femmes et préside l'Union belge pour le suffrage des femmes.
Avec De Flinken, elle s'investit dans des projets pédagogiques, crée deux écoles, publie un magazine et crée la première bibliothèque pour enfants d'Europe, sur le modèle américain.
Elle est aussi une cheffe d'entreprise. De 1912 à la fin de la Seconde Guerre mondiale, elle dirige L'Art décoratif C. Dangotte, son entreprise de décoration d'intérieur spécialisé en art nouveau et art déco qui édite aussi des livres d'art pour enfants.
Céline Dangotte est aussi une des premières femmes franc-maçons de Belgique, la première de Gand. Elle participe à la fondation de la loge « L'Égalité Bruxelles ».

## Biographie

### Jeunesse et formation
Céline Dangotte naît à Gand le 30 mars 1883. Son père est Adolphe Dangotte (1858-1942), un commerçant qui possède une entreprise de décoration intérieur sur le Brabantdam à Gand. Sa mère Léopoldine Coppieters (1860-1912) est la sœur cadette du sénateur Emile Coppieters. Céline Dangotte suit des études secondaires à l'Institut de Kerchove, fréquenté par les filles des milieux libéraux de Gand. Elle grandit dans un milieu libéral.
Au cours de ses études, elle se lie d'amitié avec Mabel Elwes, originaire d'Angleterre avec qui elle travaillera et militera plus tard, c'est aussi la future épouse de l'historien des sciences George Sarton.
Céline Dangotte ne termine pas ses études universitaires. Entre 1900 et 1903, elle voyage à l'étranger, parfois avec son oncle Emile Coppieters, à Séville, Cadix, Bonn, Paris et Londres. Elle raconte ses expériences dans ses mémoires (inédits) À l'étranger et conséquences gantoises.

### De Flinken
En 1905, elle rejoint le cercle féministe gantois De Flinken (« les courageuses ») un lieu de formation et d'échange pour des jeunes filles diplômées. Dans ce club, tous les thèmes sont abordés, l'orientation est fortement féministe et socialiste. C'est aussi un cercle littéraire et artistique,.
Un peu plus tard, elle intègre l'association Reiner Leven, fondée par George Sarton à l'exemple du mouvement Rein Leven de la pédagogue néerlandaise Nellie van Kol. C'est là qu'elle rencontre le poète et philosophe bruxellois Raymond Limbosch qu'elle épouse en 1909. George Sarton et Mabel Elwes font également connaissance au sein de Reiner Leven. Par la suite De Flinken et Reiner Leven fusionnent et exercent exerce une influence majeure sur le monde des idées d'une nouvelle génération.

### L'Art Décoratif C. Dangotte

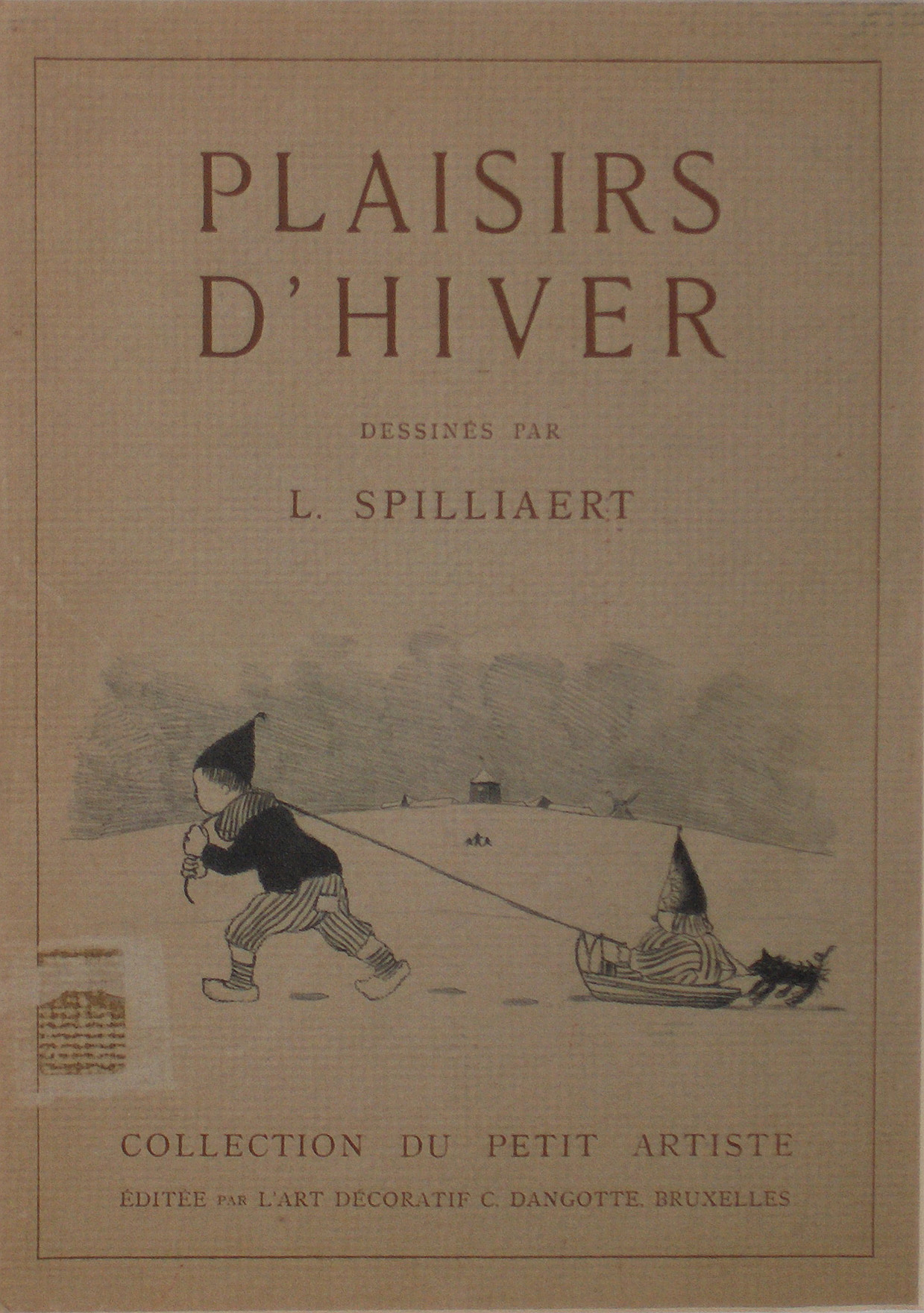
Les plaisirs d'hiver de Léon Spilliaert dans la Collection du Petit Artiste.

En 1912, Céline Dangotte s'installe à Bruxelles pour reprendre l'activité de décoration d'intérieur de sa mère, qui vient de décéder. Celle-ci a ouvert sa propre société après son divorce d'avec Adolphe Dangotte, en 1910. Céline Dangotte rebaptise l'entreprise en L'Art Décoratif C. Dangotte (AD / CD) et se concentre sur les mouvements Arts and Crafts et Art Nouveau, alors en plein essor. Céline Dangotte s'entoure de jeunes artistes talentueux soucieux d'adapter leurs créations à la vie moderne comme son amie Mabel Elwes-Sarton et, de 1914 à 1925, Albert Van huffel. L'Art décoratif C. Dangotte participe à l'Exposition Internationale des Arts Décoratifs et Industriels modernes de 1925 à Paris, où Céline Dangotte est membre du jury. L'entreprise, qui emploie jusqu'à 15 personnes, devient un des centres Art nouveau les plus importants de Belgique. Après le départ d'Albert Van huffel, elle se tourne davantage vers l'art déco et demeure un des principaux centres de design d'intérieur jusqu'à la fin de la Seconde Guerre mondiale.
L'Art décoratif C. Dangotte publie également des livres d'art destinés aux enfants. La Collection du Petit Artiste, créée en 1917, consiste en une série de tirages groupés et de lithos spécialement destinés aux enfants. Le projet est coordonné par Georges-Marie Baltus, un ami de Raymond Limbosch. Des artistes de renom tels que Léon Spilliaert, Ramah, Lucien Rion et Jeanne Hovine y contribuent. En 1918, Céline Dangotte publie le livre pour enfants Journal d'une Poupée belge pendant la guerre de Jeanne et Laure Hovine. Elle publie aussi les recueils de poésie de Raymond Limbosch.

### La pédagogie

#### Les écoles
Céline Dangotte se lance, au sein de De Flinken, dans la création d'un athénée destiné à préparer les filles de Gand à l' enseignement supérieur, sur le modèle de l'école d'Isabelle Gatti de Gamond. Céline Dangotte et quelques autres femmes de l'association qui ont rejoint le syndicat des femmes de Roza de Guchtenaere réussissent à la convaincre d'enseigner dans la nouvelle école à partir de 1907. Dès la première promotion de filles diplômées en 1912, le pourcentage de filles à l'Université de Gand augmente,.
En 1908, elle lance un nouveau projet pédagogique avec la création d'une école libertaire en plein air sur la presqu'île d' Assels à Drongen, où les parents de Céline Dangotte ont une maison de campagne. L'école, qui se concentre sur l'enseignement primaire, est basée sur la méthode Decroly d'Ovide Decroly qui valorise l'expérimentation et l'importance du milieu naturel. Cette initiative est de courte durée malgré le succès initial. Mais la forte opposition du pasteur de Drongen qui la décrit comme « une salle de danse en plein air dirigée par des «prostituées» » les dissuade de participer plus longtemps. Céline Dangotte devient alors rédactrice en chef du Asselsch Blad en 1909, un magazine pédagogique destiné non seulement aux enfants mais aussi à leurs parents, « consacré à la préparation d'une race plus noble en diffusant au peuple des réflexions saines sur l'éducation, la santé, les questions éthiques et sociales ». Le magazine cesse de paraître au début de la Première Guerre mondiale,.

#### Les bibliothèques pour enfants
Céline Dangotte découvre, lors d'une conférence du pédagogue belge Omer Buyse (nl) à Gand, le travail de John Dewey, un psychologue et pédagogue américain, et le succès des bibliothèques pour enfants américaines. Elle prend l'initiative, en 1910, de créer une des premières bibliothèques publiques européennes pour enfants à Gand. Il s'agit d'un concept global, dont les activités, comme l'aide aux devoirs, s'adressent aussi bien aux filles qu'aux garçons. Les normes professionnelles des bibliothécaires fondées à la fois sur la psychologie, la pédagogie et les études littéraires sont tirées de l'exemple américain et des critères stricts sont imposés pour le choix des livres. En 1912, la bibliothèque ne propose plus que le service de prêt de livres et, juste avant la Première Guerre mondiale, elle est entièrement abandonnée mais reste une référence jusqu'à l'entre-deux-guerres, y compris aux Pays-Bas ,à travers un certain nombre de conférences et de publications de Céline Dangotte.
En 1920, Céline Dangotte est cofondatrice de la bibliothèque pour enfants bruxelloise L'Heure Joyeuse. Ensuite, elle est conseillère dans le démarrage d'une bibliothèque pour enfants à Mons.

#### La protection de l'enfance
Après l'introduction de la loi sur la protection de l'enfance en 1912 par le ministre de la Justice Henri Carton de Wiart, Céline Dangotte devient déléguée bénévole au tribunal de la jeunesse de Bruxelles. Elle prend en charge la réinsertion sociale des jeunes en difficulté en leur donnant du travail dans son entreprise L'Art Décoratif C. Dangotte.

### Le féminisme
Céline Dangotte s'engage aussi en faveur du droit de vote des femmes.
En 1906, elle est cofondatrice de l'Union des femmes gantoises, puis en 1909, elle redynamise l'Union féministe belge sous le nom d'Union belge pour le suffrage des femmes, la représente au Congrès mondial de Londres et en devient présidente en 1910. C'est alors la seule association à prôner une action violente, similaire à celle des suffragettes anglaises.
En 1913, Céline Dangotte est cofondatrice de la Fédération belge pour le droit de vote des femmes. Jane Brigode est présidente de la fédération, tandis que Céline Dangotte en est la trésorière. Elle prend une part active à la campagne lancée par la Fédération juste avant la Première Guerre mondiale.
Isala Van Diest, la première femme médecin belge, lui apporte son soutien et son aide. Plus tard, Céline Dangotte écrit la première biographie qui lui est consacrée.

### Première femme franc-maçonne de Gand
Céline Dangotte est considérée comme la première femme franc-maçonne de Gand.
En 1909, elle donne une conférence à la loge maçonnique gantoise « La Liberté », une des loges les plus progressistes également en ce qui concerne l'admission des femmes. La loge « La Liberté » est affiliée au Grand Orient de Belgique, qui est encore un bastion masculin. La fédération belge Le Droit Humain est fondée à Bruxelles en 1911 ; Céline Dangotte en est une des premières initiées. En mai 1912, elle cofonde la loge « L'Égalité Bruxelles », avec son mari Raymond Limbosch et Isabelle Gatti de Gamond.

### Fin de vie
Céline Dangotte et son mari Raymond Limbosch vivent dans la maison de campagne Le Pignon Rouge à Rhode-Saint-Genèse. Plus tard, les écrivains Johan Daisne et May Sarton, fille de George Sarton et de Mabel Elwes, en feront leur résidence secondaire.
Elle écrit plusieurs biographies à un âge avancé, notamment sur la première femme médecin belge Isala Van Diest et sur le peintre et mécène Philippe Schott.
Le roman de May Sarton, Le Pont des Années (1946) est basé sur la vie de Céline Dangotte.
Plus tard, Céline Dangotte emménage dans un appartement de la commune bruxelloise de Forest, où elle décède le 30 janvier 1975, à l'âge de 91 ans. Les Musées royaux des Beaux-Arts de Belgique possèdent un portrait d'elle au fusain réalisé par Walter Sauer en 1923. Les archives de Céline Dangotte sont conservées aux Archives de la Ville de Bruxelles. Dans la sous-commune gantoise d'Oostakker, une rue d'un nouveau quartier résidentiel porte son nom depuis 2014.

## Publications
- Mamiline, 1948, roman paru en feuilleton dans La Flandre Libérale.
- La première femme médecin belge: Isala Van Diest (1842-1916), in: Annales de la Société belge d'Histoire des Hôpitaux, p. 79-85, Volume V, 1967
- Histoire d'un mécène bruxellois Philippe Schott 1885-1964, 1970